# Al-Qàssim ibn Ubayd-Al·lah
Abu-l-Hussayn al-Qàssim ibn Ubayd-Al·lah ibn Sulayman ibn Wahb ibn Saïd al-Harithí (àrab: أبو الحسين القاسم بن عبيد الله‌ بن سليمان بن وهب بن سعيد الحارثي, Abū l-Ḥusayn al-Qāsim b. ʿUbayd Allāh b. Sulaymān b. Wahb b. Saʿīd al-Ḥāriṯī) fou un visir abbàssida, fill d'Ubayd-Al·lah ibn Sulayman.
A la mort del seu pare l'abril del 901 el va succeir com a visir i va conservar el càrrec fins a la mort del califa al-Mutadid la primavera del 902, però tot seguit el va designar visir el nou califa al-Muktafí fins que aquest va morir l'octubre del 904. Al-Kasim no tenia el talent del seu pare (si bé va augmentar el prestigi del visirat, ja que era un hàbil cortesà) i era menys escrupolós i implacable amb els seus potencials enemics (per això va fer executar als governadors de Fars Badr al-Mutadidií, al saffàrida Amr ibn al-Layth, al poeta Ibn ar-Rumí). El califa li va donar el títol de Walí-d-Dawla (‘Protector de l'Estat’) i una filla es va casar amb el califa. Quan estava a punt d'actuar contra Abu-l-Hàssan Alí ibn Muhàmmad ibn Mussa ibn al-Furat, el darrer germà viu dels Ibn al-Furat, es va posar malalt i va morir poc temps després (908).